# Thuiaria coronifera
Thuiaria coronifera är en nässeldjursart som beskrevs av George James Allman 1876. Thuiaria coronifera ingår i släktet Thuiaria och familjen Sertulariidae. Inga underarter finns listade i Catalogue of Life.